# Wilfrid Laurier
Sir Henri Charles Wilfrid Laurier GCMG PC KG (Saint-Lin–Laurentides, 20 de novembro de 1841 – Ottawa, 17 de fevereiro de 1919) foi um advogado e político canadense que serviu como Primeiro-ministro do Canadá de 1896 até 1911.
Wilfrid Laurier nasceu em Saint-Lin–Laurentides, no Canadá Inferior, que corresponde à atual província do Quebec. Estudou na Universidade McGill, tendo-se graduado em 1864.
No início de sua carreira política, Wilfried Laurier era um membro do partido político quebequense Les Rouge. Porém, logo Laurier consou-se da ideologia e do extremismo do partido, tendo papel chave na posterior união do partido com outros dois partidos canadenses, os Clear Grits e os Reformers, no que atualmente constitui o Partido Liberal do Canadá. Laurier foi eleito para a Câmara dos Comuns do Canadá na eleição canadense de 1874, servindo por um pequeno período de tempo no gabinete do então primeiro-ministro Alexander Mackenzie.
Laurier foi escolhido como líder do Partido Liberal em 1887, gradualmente, Laurier fortificou o Partido Liberal, a ponto de estar firmemente instalado em Quebec, que tradicionalmente apoiava o Partido Conservador, dadas as raízes conservadoras da província e da forte presença da Igreja Católica, bem como em outros cantos do país, tendo sido finalmente eleito como Primeiro-Ministro nas eleições de 1896, tendo sido o primeiro-ministro do país até 1911, quando o Partido Liberal foi derrotado.
Laurier liderou o Canadá durante um período de crescente industrialização e de imigração. Laurier dirigiu esforços para que o Canadá gradualmente ficasse mais independente culturalmente e economicamente da Inglaterra. Em 1904, deu um famoso discurso, em que disse:
O século XIX foi o século dos Estados Unidos. Eu creio que posso dizer que será o Canadá a nova potência do século XX.
Ao longo de seu governo, Laurier enfrentou crescente oposição de imperialistas, pessoas que não queriam que os laços históricos, culturais e econômicos entre o Canadá e a Inglaterra fossem diminuídos. Em 1899, na Guerra dos Bôeres, a Inglaterra esperava que o Canadá ajudasse militarmente. Anglófonos canadenses apoiavam a entrada do país na guerra, enquanto os francófonos canadenses eram contra. Laurier eventualmente mandou uma pequena força militar composta de voluntários.
Laurier e o Partido Liberal foram derrotados na eleição de 1911, contra Robert Borden e o Partido Conservador. Ao longo da Primeira Guerra Mundial, Laurier liderou a oposição, tendo especialmente sido contra o alistamento forçado de pessoas. O Canadá, então, estava totalmente dividido, em que os anglófonos eram a favor da guerra e os francófonos contra. Logo, a maioria dos políticos anglófonos do Partido Liberal saíram do partido, juntando-se a Borden. Nas eleições de 1917, os Liberais foram derrotados mais uma vez, suportados apenas pela província de Quebec.
Laurier morreu em 17 de fevereiro, tendo sido enterrado no Notre Dame Cemetery, em Ottawa, Ontário. É considerado um dos maiores chefes de estado da história do Canadá.